# Electroimant
Un electroimant és un tipus d'imant en el qual el camp magnètic és produït pel flux d'un corrent elèctric; en conseqüència, el camp desapareix en cessar el flux del corrent elèctric. El físic anglès William Sturgeon el va inventar el 1825. El primer electroimant era una peça de ferro en forma de ferradura envoltada per un enrotllament o bobinat, quan el corrent passava per la bobina, l'electroimant es magnetitzava i quan cessava es desmagnetitzava. Sturgeon va demostrar el poder del seu invent aixecant nou lliures (uns 4Kg) amb una peça de ferro de set unces (menys de 200 grams) amb un enrotllament pel qual passava el corrent d'una bateria d'una única cel·la.
A més Sturgeon podia regular el seu electroimant, això va ser el principi de la utilització de l'electricitat per fer màquines pràctiques i controlables i va posar les bases per a les comunicacions electròniques.
Els electroimants són àmpliament usats com a components d'altres dispositius elèctrics, com motors, generadors, relés, altaveus, discos durs, màquines MRI, instruments científics i equips de separació magnètica. Els electroimants també es fan servir a la indústria per recollir i moure objectes pesants, com la ferralla de ferro i acer.

## Introducció

El corrent (I) que flueix a través del fil conductor produeix un camp magnètic (B) entorn del fil. El camp tindrà una orientació segons la regla de la mà esquerra.

L'electroimant més simple és un tros de fil metàl·lic enrotllat en forma de bobina. Una bobina amb la forma cilíndrica amb el fil enrotllat en forma d'hèlix (similar a un llevataps en forma de tirabuixó) acostuma a rebre el nom de solenoide; un solenoide tancat seria un toroide. Es poden produir camps magnètics més forts si dintre de la bobina es posa un nucli d'un material paramagnètic o ferromagnètic, habitualment es fa servir ferro. El nucli concentra el camp magnètic, de tal manera que el fa més intens que si només hi hagués l'enrotllament de la bobina.
El camps magnètics originats per les bobines segueixen la forma de la regla de la mà dreta (per al corrent elèctric convencional o flux de càrregues positives; en el cas d'un flux de càrregues negatives, seguiria la regla de la mà esquerra). Si els dits de la mà esquerra són corbats en la direcció del flux del corrent d'electrons a través de la bobina, el polze apunta en la direcció del camp dintre de la bobina. El costat de l'imant del qual sorgeixen les línies del camp és considerat com el pol Nord.

## Electroimants i imants permanents
El principal avantatge d'un electroimant envers un imant permanent rau en el fet que el seu camp magnètic pot ser manipulat de manera ràpida controlant el corrent elèctric. Per contra, és necessari que hi hagi una aportació continuada d'energia elèctrica per tal de mantenir el camp.
Quan un corrent elèctric passa a través de la bobina, les petites regions denominades dominis magnètics (o dominis de Weiss) s'orientin fent que el camp magnètic s'enforteixi. A mesura que el corrent s'incrementa tots els dominis poden arribar a estar orientats. Aquesta situació rep la denominació de saturació magnètica. Un cop el nucli magnètic ha arribat a la saturació, qualsevol increment del corrent només podrà causar un petit increment del camp magnètic. En alguns materials, alguns dels dominis poden restar alineats i conservar part del camp magnètic un cop desapareix el corrent elèctric, esdevenint un imant permanent. Aquest fenomen, que rep el nom de romanència magnètica, és degut a la histèresi del material. Per fer disminuir o desaparèixer el camp magnètic residual del nucli magnètic s'han de reorientar els dominis magnètics, per a aquest fi es poden utilitzar tècniques com l'aplicació d'un corrent altern decreixent, colpir el nucli o escalfar-lo fins a la seva temperatura de Curie.
A les aplicacions on no és necessari un camp magnètic variable, els imants permanents són més eficaços. A més, en les mateixes condicions de mida un imant permanent produeix un camp magnètic més fort que un electroimant.

## La força del materials ferromagnètics

El càlcul de la força del camps magnètics als materials ferromagnètics és complicat a causa dels camps magnètics laterals i les geometries complexes dels nuclis. Es pot simular utilitzant l'anàlisi d'elements finits. Tanmateix és possible d'estimar la força màxima sota unes condicions específiques. Si el camp magnètic és confinat dins d'un material altament permeable,com certs aliatges d'acer, la força màxima vindrà donada per:
{\displaystyle F={\frac {B^{2}A}{2\mu _{o}}}}
on:
- F és la força en newtons
- B és el camp magnètic en tesles
- A és l'àrea de la superfície dels pols en metres quadrats
- {\displaystyle \mu _{o}} és la permeabilitat del buit

En el cas del buit o de l'aire {\displaystyle \mu _{o}=4\pi \cdot 10^{-7}\,{\mbox{H}}\cdot {\mbox{m}}^{-1}}, la força per unitat d'àrea (pressió en pascals) és:
{\displaystyle P\approx 398\,\mathrm {kPa} =1tesla}
{\displaystyle P\approx 1592\,\mathrm {kPa} =2tesles}
A un circuit magnètic tancat:
{\displaystyle B={\frac {\mu NI}{L}}}
On:
- N és el nombre de voltes de fil entorn l'electroimant
- I és el corrent elèctric en amperes
- L és la longitud del circuit magnètic

Si substituïm, tindrem:
{\displaystyle F={\frac {\mu ^{2}N^{2}I^{2}A}{2\mu _{0}L^{2}}}}
Per tal de construir un electroimant potent és preferible un circuit magnètic curt amb una superfície gran. La majoria dels materials ferromagnètics se saturen al voltant d'1 o 2 tesles. Això passa amb un camp d'una intensitat de:
{\displaystyle H\approx 787\ {\mbox{ampere.volta/metre}}}.
Per aquesta raó, no tindria sentit construir un electroimant amb una intensitat de camp magnètic superior. Els electroimants per a utilitzacions industrials d'elevació es dissenyen amb els dos pols a la mateixa cara, la superior. Això confina les línies de camp per tal de maximitzar el camp magnètic, és com un cilindre dins d'un altre cilindre. Molts dels altaveus magnètics utilitzen una geometria similar, tot i que les línies de camp són radials des del cilindre interior i no perpendiculars a la cara.

## Experiment amb un electroimant casolà

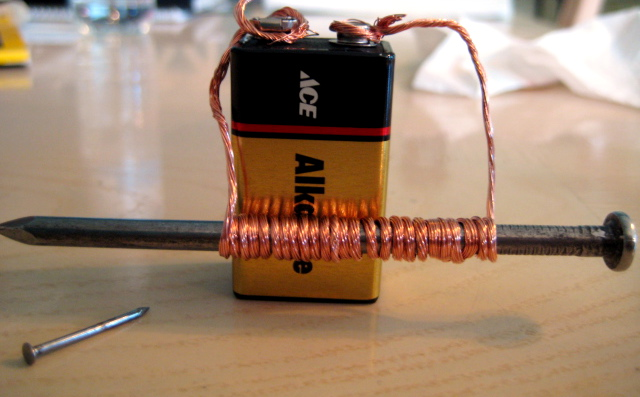
Electroimant casolà construït amb materials de baix cost.

Amb una pila un clau o cargol metàl·lic i un fil de coure d'uns 2 m es pot construir un electroimant casolà.
El camp magnètic existeix a tots els cables que transporten electricitat. Es pot comprovar amb un simple experiment fent servir una brúixola.
Col·locar la brúixola sobre la taula i, amb el cable prop de la brúixola, connectar, durant uns segons, el cable entre els extrems positiu i negatiu de la pila. Es notarà que l'agulla de la brúixola es mou. Inicialment, la brúixola apuntarà al pol nord de la Terra, quan es connecta el cable a la pila l'agulla de la brúixola es mou perquè l'agulla de la brúixola és un petit imant amb un pol nord i un pol sud. Com que l'agulla és petita, és sensible als camps magnètics petits. Així, el camp magnètic creat al cable pel flux d'electrons afecta la brúixola. Cal tenir en compte que la pila baixa ràpidament en aquestes condicions.

## Aplicacions dels electroimants
Els electroimants són part de molts aparells elèctrics (motor elèctric, generador elèctric, ràdio, televisió, magnetòfon, disc dur, microscopi electrònic, etc.). Als motors i als generadors s'utilitzen per crear un camp electromagnètic controlable.

### Aplicacions com a imant
A moltes aplicacions els electroimants són utilitzats com un imant controlable:
- El pany elèctric d'una porta: quan s'alimenta l'electroimant allibera la retenció del pestell i la porta pot ser oberta sense clau i sense accionar la maneta.
- Els relés elèctrics o els commutadors automàtics es basen en el moviment que provoca l'atracció d'una massa ferromagnètica per un electroimant.
- L'elevació de masses metàl·liques es fa per mitjà de grans electroimants.
- Els injectors de gasolina i gasoli) dels motors dels automòbil utilitzen electroimants controlats per l'ordinador que gestiona el motor. Quan l'ordinador vol injectar carburant activa un corrent elèctric que en arribar a l'injector acciona un electroimant que fa recular l'agulla que tapona el forat d'injecció, de manera que deixa entrar el carburant a pressió. Quan deixa de passar corrent l'agulla torna a la seva posició gràcies a una molla.
- Als aparells d'enregistrament magnètics, com el magnetòfon, el disc flexible o el gravador de vídeo, l'electroimant serveix per magnetitzar les partícules metàl·liques del suport de la informació. Mentre el suport magnètic, la cinta o el disc, passa davant d'un capçal magnètic a una velocitat controlada hi ha un corrent elèctric, que és la imatge de la font a enregistrar, que passa pel capçal transferint la informació en forma magnètica. Per llegir la informació enregistrada el suport passa davant del capçal magnètic, les variacions del camp magnètic indueixen un corrent elèctric que és amplificat per tal de restituir-lo a la seva forma original.
- Al tren alemany de levitació Transrapid s'utilitzen electroimants per aconseguir la levitació i la propulsió sobre un monorail metàl·lic.
- A la reproducció de sons, els electroimants fan funcionar els altaveus: una membrana és accionada per una bobina que és dins el camp magnètic d'un imant permanent. La membrana vibra al ritme que determina el senyal que alimenta la bobina.
- Hi ha tancaments de portes que utilitzen electroimants amb una força d'atracció que pot arribar a 6000 N.

## Història
El científic danès Hans Christian Ørsted va descobrir el 1820 que els corrents elèctrics creen camps magnètics. En el mateix any el físic francès André-Marie Ampère va mostrar que era possible magnetitzar un nucli de ferro introduint en un solenoide. Aquest descobriment va permetre al científic britànic William Sturgeon de desenvolupar l'electroimant el 1824. El seu primer electroimant va ser una peça de ferro en forma de ferradura que estava embolicada amb un total de 18 enrotllaments de filferro de coure nu (el cable aïllat encara no existia). El ferro estava envernissat per aïllar-lo dels bobinats. Quan es va passar un corrent a través de la bobina, el ferro es va magnetitzar i va atreure altres peces de ferro; quan el corrent es va aturar, va perdre la magnetització. Sturgeon va mostrar la seva potència en aconseguir que tot i que només pesava set unces (uns 200 grams), podia aixecar nou lliures (aproximadament 4 quilos) quan se li aplicava el corrent d'una bateria d'una única cèl·lula. No obstant això, els electroimants de Sturgeon eren febles pel fet que el filferro no aïllat que utilitzava només podia ser embolicat en una única capa espaiada al voltant del nucli, cosa que limitava el nombre de voltes.
A partir de 1830, el científic nord-americà Joseph Henry va millorar de manera sistemàtica i va popularitzar l'electroimant. Usant un filferro amb aïllament de fil de seda inspirat per l'ús que Schweigger havia fet del filferro aïllat per fer un galvanòmetre, va ser capaç d'enrotllar múltiples capes de filferro als nuclis, creant poderosos imants amb milers de voltes de filferro, entre ells un que va poder suportar 2063 lliures (935,76 kg). El principal ús dels electroimants era al telègraf Sounders.
La teoria de domini magnètic de com treballaven els nuclis ferromagnètics va ser proposat per primera vegada en 1906 pel físic francès Pierre Weiss, i la detallada teoria de la mecànica quàntica moderna del ferromagnetisme va ser elaborat en 1920 per Werner Heisenberg, Lev Landau, Felix Bloch i d'altres.